# Кропоткинский переулок
Кропо́ткинский переу́лок — улица в центре Москвы в Хамовниках между Остоженкой и Большим Лёвшинским переулком. Здесь расположены Государственный научный центр социальной и судебной психиатрии им. В. П. Сербского, а также посольства Финляндии и Египта.

## История
Назван в память Петра Алексеевича Кропоткина (1842—1921) — географа и путешественника, теоретика анархизма, родившегося в этом переулке. В 1924—1994 годы площадь Пречистенские Ворота, Пречистенская набережная и улица Пречистенка также носили его имя.
До 1921 года переулок назывался Штатный. Эта форма названия есть не что иное, как «облагораживание» исконного Стадный. Здесь жили конюхи-табунщики, чье поселение называлось Стадная конюшенная слобода.
В XVIII веке переулок назывался Казаринов и Языков — по фамилиям домовладельцев.

## Описание
Кропоткинский переулок начинается от Остоженки как продолжение Турчанинова, проходит на северо-запад параллельно Зубовскому бульвару, пересекает Пречистенку и заканчивается на Большом Лёвшинском переулке.

## Примечательные здания и сооружения
По нечётной стороне:
- № 7 — жилой дом (1914, архитектор М. А. Фелькнер).
- № 9-11 — пятиэтажный трёхподъездный кирпичный жилой дом. Построен в 1930 году.
- № 13 —  7710363000 особняк и флигель А. И. Дерожинской-Зиминой (1901—1902, архитектор Ф. О. Шехтель, совместно с А. А. Галецким)
- № 15-17  7730807000 — посольство Финляндии (1938, архитектор Хилдинг Экелунд, новое здание — 1996);
- № 23 — полицейский дом для душевнобольных (1901, архитектор Б. М. Эппингер), в настоящее время — ФГБУ Национальный медицинский исследовательский центр психиатрии и наркологии им. В. П. Сербского Минздрава России; «Российский психиатрический журнал»;
- № 23, строение 3  7735531000 — пречистенский Полицейский дом (с 1920-х гг. — институт судебной экспертизы им. В. П. Сербского), построен в середине XIX в.
- № 25, левое стр. — Доходный дом (1904, архитектор П. Л. Щетинин)

По чётной стороне:
- № 2/42 — доходный дом С. Е. Голубицкого (1900, архитектор Н. Д. Струков);
- № 6 — Государственный океанографический институт имени Н. Н. Зубова (ФГУ «ГОИН»);
- № 10 — средняя школа № 50;
- № 10, строение 1  7730885000 — доходный дом С. С. Цемержинской, 1871 г.[1], внесён в Красную книгу Архнадзора (электронный каталог объектов недвижимого культурного наследия Москвы, находящихся под угрозой), номинация — запустение[2];
- № 12 — посольство Египта;
- № 16/31— жилой дом сотрудников милиции (1935—1937, архитектор З. М. Розенфельд). До 1933 года на этом месте стояла церковь Троицы Живоначальной в Зубове[3].
- № 24, строение 1  7701827000 — в этом доме в 1870-х гг. жил выдающийся врач-психиатр Сергей Сергеевич Корсаков (1854—1900).
- № 24, строение 2 — журнал «Латинская Америка»;
- № 26 — особняк П. А. Кропоткина (кон. XVIII — нач. XIX вв), ныне — посольство Палестинской национальной администрации[4].

- № 28/15, стр.1-3 (Большой Левшинский переулок, № 15/28, стр.1-3) — Городская усадьба Е. Н. Богданова — Е. В. Белоусовой — В. И. Сучковой (1818; 1856; 1886, архитектор В. А. Шимановский; 1891, архитектор И. П. Машков), объект культурного наследия регионального значения. В доме жил композитор С. Л. Толстой[5], а позже его сын С. С. Толстой[6].